# Limnomedusae
Limnomedusae is een orde van neteldieren uit de klasse Hydrozoa (hydroïdpoliepen).

## Families
- Armorhydridae Swedmark & Teissier, 1958
- Microhydrulidae Bouillon & Deroux, 1967
- Monobrachiidae Mereschkowsky, 1877
- Olindiidae Haeckel, 1879